# 8. konjeniški polk (Italija)
8. konjeniški polk Lancieri di Montebello (izvirno italijansko 8º Reggimento di Cavalleria di linea) je konjeniški polk (Kraljeve sardinske in Kraljeve) Italijanske kopenske vojske.